# Pentax *ist DS
Pentax *ist Ds — 6 мегапиксельный цифровой зеркальный фотоаппарат. Продажи в США начались в ноябре 2004. Максимальное разрешение снимка — 3008×2008 пикселов, может снижаться до 2400×1600 и 1536×1024. ПЗС-Матрица формата APS-C. Диапазон выдержек от 30 до 1/4000 секунды. Диапазон чувствительности от 200 до 3200 ISO.
Анонсировался как самый лёгкий цифровой зеркальный фотоаппарат.
Pentax *ist Ds, Pentax *ist DS2 и Pentax *ist D отличаются от последующих моделей цифровых зеркальных фотоаппаратов фирмы Pentax наличием датчика TTL для измерения экспозиции, получаемой от лампы-вспышки непосредственно в процессе экспозиции. С применением внешних вспышек, поддерживающих режим TTL (не путать с режимом P-TTL), достигается получение верной экспозиции «в одну вспышку», без предварительной измерительной.
Встроенная вспышка работает только в режиме P-TTL при условии, что установлен объектив «А». Во всех прочих режимах и со всеми другими типами объективов выдаёт полную мощность вспышки, без возможности ручной регулировки.